# أمالي الطوسي
الأمالي للشيخ الطوسي هو كتاب روائي شيعي، عنوان كتاب كان يمليها على تلامذته في شتى المجالات.

## تعريف الأمالي
الأمالي هي كتب وعبارة عن مجموعة من مطالب كان يمليها الأستاذ في مجالس أو أزمنة خاصّة عن ذاكرته أو من علي كتابه وكان الطّلاّب يكتبون كلّها وهذا هو السّبب في تسمية هذه الكتب باسم «المجالس» و«عرض المجالس» فضلا عن تسميتها بالأمالي.

## تاريخ التأليف
تبدأ كلمات الشيخ من سنة 455 هـ. وتنتهي يوم 9 ذي الحجة 458 هـ.

## روايات الكتاب وعددها
روي كتاب أمالي الشيخ الطوسي بواسطة ابنه أبو علي الطوسي وانجر هذه الرواية إلى انتساب بعض أقسام الكتاب إلية؛ والحال أن هذه النسبة غير صحيحة وكل الكتاب هو إملاء الشيخ على تلامذته ومن ضمنهم أبو علي.
و هذا الكتاب يحتوي علي 1537 رواية التي نُظِمَت في 46 مجلسا ورُقِمَ كل الروايات وعُيِنَ لروايات كل مجلس رَقَمُ الرديف.

## طريقة التأليف ومحتوي الكتاب
رغم أنه لا يوجد لـ«أمالي الشيخ» ترتيب موضوعي ولهذا السبب الحصول علي موضوع خاص في البداية يبدو صعبا لكن بعد مرور سريع علي الكتاب يجد القاريء أن روايات إثبات الولاية وفضائل علي بن أبي طالب خصصت لنفسها حجما كبيرا من صفحات الكتاب.
ذكر الشيخ الطوسي بدقة وافرة كل سلسلة السند في الروايات ولا توجد روايات مرسلة أو مقطوعة بين الروايات المنقولة إلا روايات قليلة، ولهذا السبب نستطيع أن نقول أن أمالي الشيخ الطوسي يحتوي على روايات منتخبة التي اختارها الشيخ من بين آلاف الروايات الموجودة لديه.
و كتاب «الأمالي» جذاب من حيث تنوع الموضوعات؛ لأن فيها موضوعات مختلفة مثل أصول الدين ومعرفة الله، فضائل المعصومين والسيرة النبوية، والأدعية المأثورة ووقائع تاريخية وسياسية - مثل الهجرة إلى الحبشة ومقتل الحسين وثورة المختار.
و هناك روايات أخلاقية في شتي المواضيع وروايات الآداب مثل آداب الأكل والشرب وآداب المسجد.